# ヤマダのオロチ
『ヤマダのオロチ』は、松本ミトヒ。による日本の漫画作品。『月刊コミック電撃大王』（アスキー・メディアワークス刊）にて、2010年11月号から2012年1月号まで連載された。単行本は全2巻。

## ストーリー
中二病の傾向がある佐輔は、一人暮らしを始めた最初の日、荷物の整理を行っていた。整理作業の最中に突然、荷物の中にあった木刀から女の子が現れた。佐輔は、自らを「ヤマタノオロチ」と名乗るその女の子と暮らすことになった。

## 登場人物
尾野 佐輔（おのさすけ）
本作品の主人公。中二病患者で、パソコンゲームや深夜テレビをよく見ている。時々自らが覚醒したかのように振る舞い、相手の前に立ちふさがることがあるが、瞬殺される。
ヤマタノオロチ
佐輔の荷物の中にあった木刀より現れた女の子。佐輔がプレゼントした体操着に「山田」と書かれていることから、山田と呼ばれることも多い。正体はヤマタノオロチで、木刀に封印されていたが、佐輔により目覚めさせられたときには人間の姿になっていた。封印されていた木刀に書かれていた名前「おのさすけ」を逆から読んで「（け）すさのお=スサノオ」となることから、佐輔を「スサノオ」と呼んで慕い、佐輔に貰った体操着、ブルマをよく着ている。ブラジャーを最初に着けたときには喜んでいた。尻尾を触られると防衛本能により尻尾とともに体が縮み、少女になってしまう。いわゆるオロチの封印アイテムを舐めると元に戻る。その際、制御の利かない本能の部分が出ることがある。
香月 詠（かづきよみ）
佐輔の親戚で幼馴染。佐輔の家の近所に住んでいる。バトンは苦手だが、剣道は10年以上やっており、佐輔は一度も負けたところを見たことがない。佐輔曰く、怒ると怖いが世話好きでいい奴。貧乳であり、そのことが彼女のコンプレックスとなっているため、スタイルの良いヤマタノオロチのことを羨ましく思っている。
貝塚（かいづか）
2年生で、佐輔達の先輩。ヤマタノオロチヤマタノオロチ研究会に所属しており、また佐輔と同じく中二病患者。色々な意味で痛い人。

## 用語
オロチの封印アイテム
ヤマタノオロチが幼女化した際に元に戻るのに必要なもの。

## 既刊一覧
- 松本ミトヒ。 『ヤマダのオロチ』 アスキー・メディアワークス〈電撃コミックス〉、全2巻
  1. 第1巻（2011年4月27日発行） ISBN 978-4-04-870481-6
  2. 第2巻（2012年1月27日発行） ISBN 978-4-04-886280-6